# Scooby-Doo et le Monstre du loch Ness
Série
Scooby-Doo et le Monstre du Mexique
(2003) Aloha, Scooby-Doo !
(2005)
Pour plus de détails, voir Fiche technique et Distribution.
Scooby-Doo et le Monstre du loch Ness (en version originale Scooby-Doo and the Loch Ness Monster) est un film d'animation américain réalisé par Scott Jeralds et Joe Sichta et sorti directement en vidéo le 22 juin 2004.
C'est le 7e vidéofilm de la franchise Scooby-Doo produite par Warner Bros. Le Scooby-Gang reprend son style vestimentaire de Quoi d'neuf Scooby-Doo ?.

## Synopsis
Au volant de leur van, Scooby-Doo et ses amis décident de rejoindre l'Écosse pour y séjourner quelques jours. Sans même avoir posé pied à terre, le groupe s'interroge sur une question existentielle que tout touriste ne peut manquer de se poser en visitant les côtes écossaises : le célèbre Monstre du Loch Ness a-t-il réellement existé ou est-ce seulement une légende ? Les héros comprennent vite que cette question n'est pas si anodine qu'elle en a l'air lorsqu'ils croient apercevoir d'immenses silhouettes arpenter les profondeurs des eaux. Fidèle à son désir d'élucider chaque mystère, le groupe de Scooby-Doo doit alors mener une délicate enquête au prix d'obstacles toujours plus périlleux.

## Fiche technique
- Titre original : Scooby-Doo and the Loch Ness Monster
- Titre français : Scooby-Doo et le Monstre du Loch Ness
- Réalisation : Scott Jeralds et Joe Sichta
- Production : Joe Sichta, Warner Bros.
- Scénario : George Doty IV, Ed Scharlach et Mark Turosz d'après une histoire de Joe Sichta
- Musique : Thomas Chase
- Montage : Margaret Hou
- Distribution : Collette Sunderman
- Producteurs : Margaret M. Dean et Joe Sichta
- Productrice superviseuse : Kathryn Page
- Producteurs exécutifs : Joseph Barbera et Sander Schwartz
- Sociétés de production : Hanna-Barbera Productions et Warner Bros. Animation
- Société de distribution : Warner Bros.
- Pays d'origine :  États-Unis
- Langue  : anglais Dolby
- Format : couleurs - 1.78.1 - négatif Digital - son Dolby
- Genre : Animation, aventure et comédie horrifique
- Durée : 74 minutes
- Année de sortie : 2004

## Distribution

### Voix originales
- Frank Welker : Scooby-Doo / Fred Jones / Lachlan Haggart
- Casey Kasem : Sammy Rogers
- Grey DeLisle : Daphné Blake / Sharon Blake
- Mindy Cohn : Véra Dinkley

### Voix française
- Éric Missoffe : Scooby-Doo / Sammy Rogers
- Mathias Kozlowski : Fred Jones
- Joëlle Guigui : Daphné Blake
- Caroline Pascal : Véra Dinkley
- Roger Carel : Ian Locksley

## Sortie vidéo (France)
Le film est sorti sur le support DVD en France :
- Scoubidou et le monstre du loch Ness (DVD-9 Keep Case) sorti le 3 novembre 2005 édité par Warner Bros. et distribué par Warner Home Vidéo France. Le ratio écran est en 1.78:1 panoramique 16:9. L'audio est en Français, Anglais, Italien et Croate 5.1 Dolby Digital avec présence de sous-titres en français, anglais, italiens, néerlandais, tchèques, croates, slovènes, roumains et arabes. En supplément une featurette du National Geographic, un bêtisier, deux jeux : "comment capturer le monstre ?" et "comment apprendre à parler écossais ?". Il s'agit d'une édition Zone 2 Pal[1].